# (5452) 1937 NN
(5452) 1937 NN là một tiểu hành tinh vành đai chính. Nó được phát hiện bởi Cyril V. Jackson ở Đài thiên văn Union ở Johannesburg, South Africa, ngày 5 tháng 7 năm 1937.